# Sergentomyia jefferyi
Sergentomyia jefferyi är en tvåvingeart som beskrevs av Lewis 1978. Sergentomyia jefferyi ingår i släktet Sergentomyia och familjen fjärilsmyggor. Inga underarter finns listade i Catalogue of Life.